# Ta Keo
Ta Keo là một ngôi đền chưa hoàn thành theo phong cách Khleang được xây làm ngôi đền nhà nước của vua Jayavarman V. Nó được dự kiến xong năm 1000 nhưng công trình phải dang dở giữa chừng do cái chết của nhà vua. Những tảng đá của ngôi đền được sắp xếp xong nhưng những người thờ điêu khắc đã không quay trở lại. Cuối cùng ngôi đền có một hình dáng đặc biệt với vẻ đẹp vững chãi và đơn giản trên toàn bộ ngôi đền. Ngôi đền này được xây để thờ thần Shiva.

## Vị trí
Takeo nằm trong khu phức hợp kinh thành Angkor Thom nằm về phía cổng Chiến Thắng. Nếu đi từ cổng Angkor Thom vào bên trong sẽ đến đền Bayon, khi đi hết đền Bayon sẽ đến Sân Vua Cùi và Sân Voi cùng với Baphuon, qua sân 12 con giáp sẽ qua một khu rừng già. Đi hướng tay phải thẳng vào trong là vị trí đền Takeo.

## Miêu tả đền
Đứng ở phía đông của Cổng Chiến thắng của Angkor Thom, Ta Keo là một bản miêu tả của núi Meru, nơi có các vị thần Hindu. Ngôi đền này nhìn về hướng đông. Được bao quanh bởi hai bức tường, nó được xây dựng theo một phong cách zigurrat. Có các bậc thang lên tầng trên cùng của nó từ 4 phía. Tại tầng đó, 5 ngôi tháp được bố trí bốn ngôi nằm ở bốn góc và ngôi còn lại ở trung tâm.
Ngôi đền là kiến trúc cao nhất trong quần thể Angkor với chiều cao 21,6 m. Phần đáy của ngôi đền có chiều dài 122 m và chiều ngang 106 m, bao bọc bên ngoài là một hào dài 255 m, nhưng nay đã bị hủy hoại. Ngoài ra, đây còn là ngôi đền duy nhất trong quần thể Angkor không có trang trí và điêu khắc trên đá.

## Tham quan
Takeo nằm sừng sững trong cụm phức hợp di tích mà du khách dễ dàng tham quan nếu đi từ cổng Angkor Thom ra ngoài hoặc từ di tích Spean Thma vào. Takeo là ngôi đền đá từ ngoài nhìn vào khá nguy hiểm. Độ cao của nó khiến cho nhiều người e ngại. Dốc đứng và không hề có chất kết dính khiến cho du khách có cảm giác đền muốn vỡ ra bất kỳ lúc nào. Đền tham quan trọn vẹn trong 1h. Do không có kiến trúc điêu khắc trên đá. Nó là di tích thể hiện sự tài tình của kiến trúc gia Khmer trong việc xây dựng một công trình vĩ đại và hao tốn. Sự hoang phế và không hề thờ bất kỳ vị thần linh nào và chưa hoàn thiện, khiến cho số phận của Takeo là ngôi đền hẩm hiu nhất trong cụm di tích Angkor.
Ngày nay, di tích đã cơ bản trùng tu xong và khai thác.